# Eteläinen Pitkäjärvi
Eteläinen Pitkäjärvi är en sjö i kommunen Ilomants i landskapet Norra Karelen i Finland. Sjön ligger 154,1 meter över havet. Den är 25,2 meter djup. Arean är 80 hektar och strandlinjen är 6,38 kilometer lång. Sjön  ingår i Vuoksens huvudavrinningsområde.   Den ligger omkring 80 kilometer öster om Joensuu och omkring 440 kilometer nordöst om Helsingfors. 
Eteläinen Pitkäjärvi ligger öster om Sysmä. 